# Liste der Kulturdenkmale in Ellefeld

Wappen von Ellefeld

In der Liste der Kulturdenkmale in Ellefeld sind die Kulturdenkmale der sächsischen Gemeinde Ellefeld verzeichnet, die bis September 2024 vom Landesamt für Denkmalpflege Sachsen erfasst wurden (ohne archäologische Kulturdenkmale). Die Anmerkungen sind zu beachten.
Diese Aufzählung ist eine Teilmenge der Liste der Kulturdenkmale im Vogtlandkreis.

## Liste der Kulturdenkmale in Ellefeld
| Bild                                    | Bezeichnung | Lage                                            | Datierung | Beschreibung | ID       |
| --------------------------------------- | --- | ----------------------------------------------- | --- | --- | -------- |
| Direkt Bild zu diesem Denkmal hochladen | Wohnhaus (ehemalige Knochenhandlung Schaff) | Alte Auerbacher Straße 2 (Karte)                | Um 1900 | Klinkerbau, ortsbildprägende und baugeschichtliche Bedeutung. Zweigeschossig, 3 × 2 Achsen, Mittelrisalit mit geschweiftem Giebel, Schmalseiten mit massiven Dacherkern, markantes Traufgesims, Fenster erneuert. | 09234544 |
| Direkt Bild zu diesem Denkmal hochladen | Friedhof Falkenstein (Sachgesamtheit) auf dem Gebiet von Ellefeld | Alte Auerbacher Straße 29 (Karte)               | 1896 (Friedhofskapelle); bezeichnet mit 1907 (Friedhofsportal)                                                                                             | Sachgesamtheit Friedhof Falkenstein (in Ellefeld), mit den Einzeldenkmalen: Friedhofskapelle, Aufbahrungshalle, Friedhofsverwaltungsgebäude, Friedhofsmauer mit Toranlage, Denkmal für die Opfer des Faschismus, Wandgrabmale (Erbbegräbnisse) an der hinteren Mauer (siehe 09234547, gleiche Anschrift) sowie gärtnerisch gestaltete Friedhofsanlage (Gartendenkmal), dazu weitere Friedhofsbauten als Sachgesamtheitsteile. Kapelle neogotischer Klinkerbau, stadtgeschichtlicher und baugeschichtlicher sowie landschaftsprägender Wert. | 09304823 |
| Direkt Bild zu diesem Denkmal hochladen | Friedhofskapelle, Aufbahrungshalle, Friedhofsverwaltungsgebäude, Friedhofsmauer mit Toranlage, Denkmal für die Opfer des Faschismus, Wandgrabmale (Erbbegräbnisse) an der hinteren Mauer (Einzeldenkmale zu ID-Nr. 09304823) | Alte Auerbacher Straße 29 (Karte)               | 1896 (Friedhofskapelle); bezeichnet mit 1907 (Friedhofsportal); um 1910 (Friedhofsverwaltung und Aufbahrungshalle); Ende 19. und Anfang 20. Jh. (Grabmale) | Einzeldenkmale der Sachgesamtheit Friedhof Ellefeld; Kapelle neogotischer Klinkerbau, stadtgeschichtlicher und baugeschichtlicher sowie landschaftsprägender Wert. - Kapelle: neogotischer, gelber Klinkerbau, Eingangsgiebel mit massivem Glockentürmchen, Chor mit fünfseitigem Abschluss, Gestühl, Empore. Eingangsbereich mit Portal und flankierenden, verputzten Nebenbauten mit Mansarddächern (als Aufbahrungshalle bzw. Verwaltungsgebäude genutzt), deutliche Abkehr vom Historismus, barockisierende Details, vermutlich um 1907 überformt, guter Originalzustand - Gedenkstein für die Opfer des Faschismus und die „65 ermordeten jüdischen Kameraden von Falkenstein“ - Grabdenkmäler um und nach 1900 | 09234547 |
| Weitere Bilder                          | Evangelisch-Methodistische Auferstehungskirche | Bahnhofstraße 9 (Karte)                         | 1954–1957 | Schlichter Putzbau mit Bruchsteinsockel, Satteldach mit barockisierendem Dachreiter, in beherrschender Lage über dem Ort (Hanglage) von entscheidender ortsbildprägender Bedeutung, komplett erhaltene Ausstattung von hohem wissenschaftlichem Wert, ortsgeschichtliche Bedeutung. Saalbau mit eingezogenem, gerade geschlossenem Altarraum und gestufter Flachdecke, Orgelempore über dem Eingang, in geschickter Ausnutzung der Hanglage im Souterrain zur Straße hin Gemeinderäume. Entwurf: Paulus Zeuner, Zwickau-Planitz. | 09234569 |
| Direkt Bild zu diesem Denkmal hochladen | Mietvilla mit Einfriedung | Bahnhofstraße 24 (Karte)                        | Um 1910 | Stattlicher, gut proportionierter Putzbau von ortsbildprägendem Wert, Reformstil-Architektur in zeittypischen neoklassizistischen Formen mit sparsamem Dekor, baugeschichtlich von Bedeutung | 09303137 |
| Weitere Bilder                          | Bahnhofsgebäude mit Güterschuppen | Bahnhofstraße 37 (Karte)                        | 1912 | Eisenbahnstrecke Zwickau–Falkenstein (6650, sä. ZF); original erhaltener Putzbau mit Holzverkleidung des ersten Obergeschosses, Krüppelwalmdach, Heimatstil-Architektur, ortsbildprägende und ortsgeschichtliche Bedeutung. Originalzustand auch im Innern (Wartehalle mit Holztäfelung, Flügeltüren mit originaler Verglasung), Gepäckschalter vermauert, Wirtschaftsschuppen später verputzt. | 09234568 |
| Direkt Bild zu diesem Denkmal hochladen | Häuslerhaus (Umgebinde) | Feldgasse 1 (Karte)                             | Anfang 19. Jahrhundert | Landschaftstypisches, in dieser Gegend jedoch zunehmend seltener anzutreffendes Umgebindehaus, weitgehend im Originalzustand, sozialgeschichtlicher und wissenschaftlicher Wert. Blockstube, Dachschindeln, Holzdachrinne noch original. | 09234539 |
| Direkt Bild zu diesem Denkmal hochladen | Häuslerhaus (Umgebinde) | Feldgasse 3 (Karte)                             | Anfang 19. Jahrhundert | Landschafts- und ortstypisches Umgebindehaus, baugeschichtlich von Bedeutung | 09234534 |
| Direkt Bild zu diesem Denkmal hochladen | Wohnhaus (Umgebinde) | Gabelsbergerstraße 5 (Karte)                    | Vermutlich um 1800 | Obergeschoss Fachwerk, landschaftstypisches Umgebindehaus mit originaler Bohlenstube, ortsbildprägende und wissenschaftliche Bedeutung. Schleppdach. Anbau ursprünglich Wohnstallhaus, umgebaut, zur Straße hin erweitert. Fenster im Erdgeschoss erneuert, im Obergeschoss original, unter dem Blechdach vermutlich noch die ursprünglichen Schindeln. | 09234554 |
| Weitere Bilder                          | Herrenhaus (Nr. 4) eines Vorwerks (sogenanntes Oberes Schloss), mit Wirtschaftsgebäude (Nr. 4a) | Hammerbrücker Straße 4, 4a (Karte)              | Bezeichnet mit 1710 | Hauptgebäude ein schmuckloser, jedoch gut proportionierter Putzbau mit steilem Walmdach, authentisch erhaltenes barockes Herrenhaus, ortsbildprägende und ortsgeschichtliche Bedeutung. Zweigeschossig, 5 × 4 Achsen. Granitportal bezeichnet mit 1710 (Türsturz), im Erdgeschoss zwei kreuzgratgewölbte Räume, im Dachraum zwei kräftige zusammengezogene Schornsteinpaare, originaler Dachstuhl, das Innere durch Wohnungen unterteilt (19. Jahrhundert?), Nebengebäude mit Holztreppe und Dachbereich im Originalzustand. Weitgehend verwahrlost, Einfriedungsmauer nur zum Teil erhalten. Die Einfriedung wurde vor 2013 abgebrochen. | 09234541 |
| Direkt Bild zu diesem Denkmal hochladen | Wohnhaus mit Anbau | Hauptstraße 1 (Karte)                           | Um 1910 | Teil einer ehemaligen Wäscherei, am Ortseingang gelegen, gut proportionierter Putzbau mit Mansarddach von ortsbildprägender Bedeutung, Reformstil-Architektur, bewusste Abkehr vom Historismus und Tendenz zur Betonung des Funktionalen, von ortsgeschichtlichem Interesse. Zweigeschossig, originale Fenstern und Türen. | 09234575 |
| Weitere Bilder                          | Herrenhaus eines Hammerwerkes (ehemaliges Hammergut), sogenanntes Unteres Schloss | Hauptstraße 5 (Karte)                           | Bezeichnet mit 1734 | In schlichten barocken Formen mit Mansarddach, Stützpfeiler zum abfallenden Gelände, von ortsbildprägender Bedeutung, gut proportionierte Anlage von bauhistorischem und ortsgeschichtlichem Wert. Zweigeschossig, 5×4 Achsen, Gliederung durch Lisenen, Eingangsportal mit Wappen, bezeichnet mit 1737. | 09234576 |
| Direkt Bild zu diesem Denkmal hochladen | Wohnhaus | Hauptstraße 14 (Karte)                          | Um 1900 | Mit Villencharakter, zeittypischer, roter Klinkerbau mit maßvoller Gliederung, beachtlicher Originalzustand, baugeschichtlich von Bedeutung. Originale Holzveranda, originale Türen, Fenster zum Teil erneuert, Eingangsbereich mit Jugendstildekor. | 09234577 |
|                                         | Rathaus, ehemaliges Unteres Schulhaus | Hauptstraße 21 (Karte)                          | 2. Hälfte 19. Jahrhundert, später überformt | Gut proportionierter, stark vereinfachter Putzbau mit übergiebeltem mittigem, von Pyramide bekröntem Dacherker, von ortsbildprägender sowie ortsgeschichtlicher Bedeutung. Zweigeschossig, 8 × 4 Achsen, sämtliche Fenster weitgehend modernisiert, im Inneren noch Teile der originalen vom Umbau der 1920er Jahre stammenden Ausstattung: Treppenhaus, WC-Bereich mit originalen Türen einschließlich Beschilderung (!). | 09234579 |
|                                         | Buswartehäuschen | Hauptstraße 21 (neben) (Karte)                  | Um 1930 | Seltenheitswert wegen des weitgehend erhaltenen Originalzustandes, ortsentwicklungsgeschichtlich von Bedeutung. Ursprünglich originale Fenstersprossung, Wartehalle mit umlaufender Sitzbank. | 09234578 |
| Direkt Bild zu diesem Denkmal hochladen | Wohnhaus | Hauptstraße 46 (Karte)                          | Vermutlich um 1900 | Gut proportionierter, gelber Klinkerbau mit Kunststeineinfassung, bauhistorische und ortsbildprägende Bedeutung. Zweigeschossig, acht Achsen, unregelmäßiger Grundriss. Drei Eckrisalite mit originaler Dachzone, Gauben sowie Schieferdeckung, Fenster modernisiert. | 09234580 |
| Direkt Bild zu diesem Denkmal hochladen | Hochbehälter eines Wasserwerkes | Hohofen (südöstlich des Ortes, im Wald) (Karte) | Bezeichnet mit 1907 | Im Wald gelegenes, kleines Funktionsgebäude, ortsentwicklungsgeschichtlich und technikhistorisch von Bedeutung. Inschrift: „Ausgeführt 1907 von der Königin-Marien-Hütte AG, Cainsdorf i(n) Sa(chsen) Hochbehälter der unteren Zone“. | 09234581 |
| Direkt Bild zu diesem Denkmal hochladen | Ehemaliger Gasthof (Waldgasthaus Echo), jetzt Wohnhaus | Hohofen 4 (Karte)                               | Um 1900 | Schlichter Putzbau mit Stuckdekoration, zum Teil Klinkerfassade, ortsbildprägende und ortshistorische Bedeutung. Eingeschossig mit zweigeschossigem, übergiebeltem Eingangsrisalit, Rundbogenfenster mit Klinkereinfassungen, mittig Zwillingsfenster mit Eichenlaubdekor. | 09234523 |
| Direkt Bild zu diesem Denkmal hochladen | Häuslerhaus | Hohofen 14 (Karte)                              | Anfang 19. Jahrhundert | Landschaftstypisches eingeschossiges Wohnhaus, ehemals mit Umgebindekonstruktion, von baugeschichtlichem Wert. Erbaut Anfang des 19. Jahrhunderts (Kaufvertrag von 1848 laut Auskunft des Besitzers). Zum Teil massiv verändert, Krüppelwalmdach, unter dem Blechdach originale Holzschindeln, Fenster original, Tür erneuert. | 09234524 |
| Direkt Bild zu diesem Denkmal hochladen | Ehemaliges Forsthaus | Hohofener Straße 37 (Karte)                     | Um 1900 | Zeittypischer Klinkerbau mit Fachwerkelementen, Eckturm, Gebäude von bauhistorischem und ortsgeschichtlichem Wert. Originaler, hölzerner Vorbau mit Dekor in Jugendstilmanier sowie ursprünglicher Verglasung, rückseitig Fortsetzung des Vorbaus als Veranda sowie weitere Holzveranda, ebenfalls im Originalzustand. | 09234521 |
| Direkt Bild zu diesem Denkmal hochladen | Wohnhaus | Johann-Sebastian-Bach-Straße 8 (Karte)          | Bezeichnet mit 1908 | Putzbau mit Flachwalmdach, mittig Dacherker mit Schwebegiebel, Fensterrahmungen mit Jugendstildekor, von baugeschichtlichem und straßenbildprägendem Wert. Zweigeschossig, sechs Achsen, Fenster mit Jugendstildekor, originaler Schwebegiebel, bezeichnet mit „H. W. 1908“, Fenster erneuert, Tür und Dachgauben im Originalzustand. | 09234572 |
| Direkt Bild zu diesem Denkmal hochladen | Wohnhaus | Johann-Sebastian-Bach-Straße 10 (Karte)         | Bezeichnet mit 1908 | Putzbau mit Flachwalmdach, mittig Dacherker mit Schwebegiebel, in ähnlichen Bauformen wie Nummer 8, baugeschichtlicher und straßenbildprägender Wert. Bemerkenswerter hölzerner Eingangsvorbau mit Originalverglasung, originale Dachgauben, Fenster zum Teil original, Treppengeländer (schmiedeeisern) sowie Haustür ebenfalls original, bezeichnet mit „EE 1908“. | 09234573 |
|                                         | Lutherkirche mit umgebender Grünanlage | Kirchplatz 1 (Karte)                            | 1924–1926 | Pfarrkirche auf freiem Platz in beherrschender Lage am Hang, von gewichtiger, ortsbildprägender Bedeutung, schlichter Putzbau mit gedrungenem Ostturm, mit Portikus sowie apsidialem Westabschluss, sparsam angewandte neoromanische Details, Emporensaal mit vollständig erhaltener Ausstattung, Architekt: Rudolf Kolbe, Dresden, hoher wissenschaftlicher, geschichtlicher und künstlerischer Wert. Flachgedeckter Saal mit tonnengewölbten Abseiten, Holzemporen. Komplette originale Ausstattung: Deckenmalerei, Altar, Orgel über dem Altar, Kanzel, Taufe, Leuchter, Paramente, Altargerät, Windfänge etc. Bildhauerarbeiten: Rudolf Born, Malereien: Otto Lange. | 09234558 |
| Direkt Bild zu diesem Denkmal hochladen | Wohn- und Geschäftshaus mit Einfriedung und Pforte | Lindenstraße 7 (Karte)                          | 1907 | Repräsentativer, asymmetrischer Putzbau mit zeittypischem Dekor im Übergang vom Historismus zum Jugendstil, malerischer Erker mit Giebelgestaltung von ortsbildprägender Bedeutung, hervorragender Originalzustand einschließlich Interieur, bauhistorischer und wissenschaftlicher Wert. Hausflur, Flügeltür mitsamt Verglasung, Treppenhaus mit schmiedeeisernem Geländer, Haustüren mit Verglasung, Wohnungstüren, Wohnzimmererker mit Holzverkleidung, Küche mit ursprünglichen Fliesen u. a. | 09234548 |
| Direkt Bild zu diesem Denkmal hochladen | Wohnhaus (Umgebinde), ohne Anbau Nr. 46 | Lindenstraße 44 (Karte)                         | Vermutlich 19. Jahrhundert | Landschaftstypisches Umgebindehaus von baugeschichtlichem und ortsbildprägendem Wert | 09234551 |
| Direkt Bild zu diesem Denkmal hochladen | Wohnhaus (Umgebinde), ohne Anbau Nr. 48 | Lindenstraße 50 (Karte)                         | Anfang 19. Jahrhundert | Landschaftstypisches Umgebindehaus mit Krüppelwalmdach und schönem Schiefergiebel, baugeschichtlich von Bedeutung. Erbauung Anfang 19. Jahrhundert, spätere Holzverblendung um 1900. | 09234550 |
| Direkt Bild zu diesem Denkmal hochladen | Wohn- und Geschäftshaus (ehemaliges Kolonialwarengeschäft Kellner) | Marktplatz 3 (Karte)                            | Um 1900 | Den Platz wirkungsvoll abschließender Putzbau mit markanter Dachgestaltung, Reformstil-Architektur mit zeittypischer Tendenz zur Abkehr vom Historismus, beachtlicher Originalzustand auch im Innern, baugeschichtlich von Bedeutung. Zweigeschossig, Mittelrisalit dreigeschossig mit markantem Giebel, Fassadendekor und profilierte Gliederung, Holztüren mit Jugendstildekor. Wohnungstüren, Treppengeländer, Fußbodenfliesen im Originalzustand. | 09234556 |
| Direkt Bild zu diesem Denkmal hochladen | Wohnhaus | Mühlbergweg 7 (Karte)                           | Um 1900 | Villenartiger, zeittypischer Klinkerbau in historisierenden Formen mit Fachwerk-Dachgeschoss, weitgehend im ursprünglichen Zustand erhalten, von baugeschichtlicher und wissenschaftlicher Bedeutung | 09234540 |
| Direkt Bild zu diesem Denkmal hochladen | Wohnhaus | Pestalozzistraße 1 (Karte)                      | 1750–1755 | Ehemaliges Wohnstallhaus (beim Straßenbau 1926 reduziert), landschaftstypisches Fachwerkgebäude von ortsbildprägender und baugeschichtlicher Bedeutung. Fachwerkhaus mit Krüppelwalmdach, ursprünglich wohl mit Umgebindekonstruktion (Bohlen erhalten), schöne originale Haustür mit Holzbohlen, bemerkenswerter originaler Dachstuhl, Fenster erneuert. Im Originalzustand: Holztreppe sowie Türen der 1920er Jahre, Dachgaupen, Dach zum Teil noch mit originalen Schindeln. Erbauung 1750–1755 und Umbau im Innern 1926–1928 dokumentiert in der Hauschronik. | 09234563 |
| Direkt Bild zu diesem Denkmal hochladen | Wohnhaus mit angebauter Werkstatt (ehemalige Stepperei) | Pestalozzistraße 4 (Karte)                      | 1920er Jahre | Putzbau, typisch expressionistische bzw. Art déco Architekturformen der 1920er Jahre, baugeschichtlich und ortsgeschichtlich von Bedeutung. Zweigeschossig, Granitsockel, Fenstereinfassungen rot verputzter Kunstwerkstein. Fenster, Haustür, Treppenhaus original. Anbau ebenfalls im Originalzustand. | 09234564 |
| Direkt Bild zu diesem Denkmal hochladen | Wohnhaus mit Remisengebäude im Hof | Robert-Schumann-Straße 1 (Karte)                | 1905 | Repräsentativer, städtisch wirkender Putzbau mit Fachwerkdetails, durch die asymmetrische Gestaltung von malerischer Wirkung, qualitätvoller Jugendstildekor, originelle Eckfigur an einer Hauskante, baugeschichtlich und wissenschaftlich von Bedeutung. Schöner qualitätvoller Jugendstildekor, originelle Eckspeier. Restauriert, Putz in altem Sinne erneuert. Originaler Eingangsbereich und Haustür, Nebengebäude mit Originaltüren. | 09234562 |
| Direkt Bild zu diesem Denkmal hochladen | Ehemaliges Restaurantgebäude (Gasthaus Bergkeller), heute Pfarrhaus | Robert-Schumann-Straße 22 (Karte)               | 1903–1904 | Straßenbildprägender Putzbau mit rotem Klinkersockel, repräsentative Eckgestaltung mit Erker und malerischem Dachbereich mit Fachwerk-Giebel, 1904–1919 Restaurant, ortsgeschichtliche und bauhistorische Bedeutung. Ehemals zweigeschossig, jetzt dreigeschossig. Ehemaliger Eingang zum Restaurant vermauert, Fenster in Anlehnung an alte Formen erneuert. Zum Teil originale Inneneinrichtung aus der Bauzeit, unter anderem Treppenhaus, Türen, Stuckdecke und Holzverkleidung im ehemaligen Gastraum. Umbau vor 1930: Umgestaltung bzw. Aufstockung als Pfarrhaus. | 09234561 |
| Direkt Bild zu diesem Denkmal hochladen | Schulgebäude mit Einfriedung (Otto-Schüler-Schule) | Schulstraße 8 (Karte)                           | 1897 | Stattlicher, roter Klinkerbau in zeittypischen, historisierenden Formen, markanter Mittelrisalit, ortsbildprägende, bauhistorische und ortsgeschichtliche Bedeutung. Markanter Mittelrisalit (Eingang, darüber Aula) mit kunstwerksteingerahmten Fenstern im Rundbogenstil, Portal mit separatem Giebel und bekrönendem Obelisk. Dreigeschossig, Walmdächer, an den Ecken Spruchtafeln, Fenster erneuert. | 09234555 |
| Direkt Bild zu diesem Denkmal hochladen | Wohn- und Geschäftshaus | Straße des Friedens 6 (Karte)                   | Bezeichnet mit 1907 | Putzbau mit Kunststeinsockel, Fassade zum Teil verschiefert, asymmetrische Anlage, im Reform- und Jugendstil der Zeit um 1905, von baugeschichtlicher Bedeutung. Sparsame Gliederung, dezenter Dekor, originaler Ladenbereich, originale Schieferverdachung bzw. -verkleidung. | 09234560 |
| Direkt Bild zu diesem Denkmal hochladen | Wohnhaus | Südstraße 56 (Karte)                            | Um 1900 | Zeittypischer, roter Klinkerbau mit sparsamer Gliederung in Kunstwerkstein, baugeschichtlich von Bedeutung. Wohnhaus (mit rückwärtiger, hangabwärts liegender Stickerei, diese kein Denkmal), 1903 im mittleren Abschnitt der Südstraße errichtet, welche parallel der Längsmittelachse von Ellefeld und oberhalb der ehemaligen Waldhufenanwesen verläuft, weitgehend eine Bebauung der Zeit um 1900 aufweist und den Wandel Ellefelds zu einem Industriedorf mit städtischen Elementen dokumentiert. Das zweigeschossige Wohnhaus, traufseitig zur Straße, steht auf einem recht hohen Natursteinsockel und hat eine Fassade aus rotem Ziegel, die durch dazu kontrastierenden hellen Kunststein an den Öffnungen und den Hausecken bewegt gegliedert ist. Das Straßenbild prägt die recht schmale, östlich vorspringende Seite, deren Abschluss durch einen dominanten „griechischen“ Giebel geformt wird. Ein hölzernes Eingangshäuschen, dahinter eine bemerkenswerte Haustür, schließen rechtwinklig an. Zur Westseite zeigt sich das Bauwerk breiter, hier dominiert auf der Talseite noch ein Türmchen mit einer Welschen Haube. Das Gebäude, wenn auch nicht mit einer Fabrikantenvilla vergleichbar und in einer Reihe mit anderen Häusern stehend, erhebt sich durch seine Gestaltung (und seine Authentizität) aus der bescheidenen, durch zeitgenössische Arbeitswirklichkeit geprägten Umgebung. | 09234537 |
| Direkt Bild zu diesem Denkmal hochladen | Wohnhaus | Südstraße 77 (Karte)                            | Um 1900 | Zeittypischer gelber Klinkerbau mit Kunststeingliederung und zarter Stuckdekoration über den Fenstern, von bauhistorischer Bedeutung. Weitgehend noch im Originalzustand: Baudekor, Fenster, Giebel, Dachgaupen. Denkmalgerechte Sanierung. | 09234533 |
| Direkt Bild zu diesem Denkmal hochladen | Wohnhaus | Turnstraße 1 (Karte)                            | Um 1875 | Gut proportionierter, zeittypischer Putzbau in spätklassizistisch-historistischen Formen, in weitgehendem Originalzustand, von ortsbildprägender Bedeutung, bauhistorischer Wert als einer der wenigen Gebäude seiner Zeit im Ort. Zweigeschossig, vier Achsen, Eingang rückseitig, Fenster original. Ehemals auch Geschäftshaus: Franz Kellner Spirituosen-, Tabak- und Zigarettenhandlung. | 09234565 |
| Direkt Bild zu diesem Denkmal hochladen | Turnhalle (mit angebauter Gaststätte) | Turnstraße 5 (Karte)                            | Bezeichnet mit 1908 | Repräsentativer asymmetrischer Putzbau, Reformstil-Architektur in zeittypischer sparsamer Gliederung und Dekoration, von ortsbildprägender und ortsgeschichtlicher Bedeutung. - Turnhalle (erbaut anlässlich des 50-jährigen Jubiläums des Turnvereins, daher am Gebäude neben der Bezeichnung 1908 auch das Gründungsjahr des Vereins bezeichnet mit 1858): eingeschossig, Mittelportal als übergiebelter Flachrisalit hervorgehoben - Gasthaustrakt: zweigeschossig, Krüppelwalmdächer, Fenster und Türen der Halle erneuert, Kreisfenster mit einfassendem Dekor original, Seiteneingang zum Gaststättentrakt mit originaler Holztür, nicht erhalten der Dachreiter über dem Haupteingang sowie die Fledermausgauben | 09234566 |

## Ehemalige Denkmäler
| Bild                                    | Bezeichnung                    | Lage                    | Datierung                 | Beschreibung | ID       |
| --------------------------------------- | ------------------------------ | ----------------------- | ------------------------- | --- | -------- |
| Direkt Bild zu diesem Denkmal hochladen | Häuslerhaus (ohne Anbau Nr. 7) | Hohofen 5 (Karte)       | Vor 1800                  | Landschaftstypisches Häuslerhaus im weitgehenden Originalzustand, von sozialgeschichtlichem Wert; 2014 abgerissen. Tür, Fenster, Holzschindeln unter Blechdach noch original. | 09234525 |
| Direkt Bild zu diesem Denkmal hochladen | Wohnhaus                       | Lindenstraße 17 (Karte) | Um 1900                   | Zeittypischer roter Klinkerbau mit Gliederung in Kunstwerkstein, von baugeschichtlicher und ortsbildprägender Bedeutung, ursprünglich mit Café, Fenster und Türen modernisiert. Zwischen 2008 und 2016 abgerissen. | 09234549 |
| Direkt Bild zu diesem Denkmal hochladen | Wohnhaus                       | Südstraße 8 (Karte)     | Um 1905                   | Mit Ladeneinbau, zeittypisches Wohnhaus mit Mansarddach und Jugendstil-Dekoration, von ortsbildprägendem und baugeschichtlichem Wert. Fenster im Dachgeschoss und Ladentür erneuert, die übrigen Fenster original, originaler Dekor im Anklang an den Jugendstil. Zwischen 2019 und 2024 aus der Denkmalliste gestrichen. | 09234527 |
| Direkt Bild zu diesem Denkmal hochladen | Häuslerhaus                    | Südstraße 49 (Karte)    | 1. Hälfte 19. Jahrhundert | Holzverkleideter, landschaftstypischer, eingeschossiger Bau von ortsentwicklungsgeschichtlicher Bedeutung, ursprüngliche Bebauung von Ellefeld, auch sozialhistorischer Wert. Zwischen 2019 und 2024 aus der Denkmalliste gestrichen.                                                                                     | 09234532 |

## Tabellenlegende
- Bild: Bild des Kulturdenkmals, ggf. zusätzlich mit einem Link zu weiteren Fotos des Kulturdenkmals im Medienarchiv Wikimedia Commons. Wenn man auf das Kamerasymbol klickt, können Fotos zu Kulturdenkmalen aus dieser Liste hochgeladen werden:
- Bezeichnung: Denkmalgeschützte Objekte und ggf. Bauwerksname des Kulturdenkmals
- Lage: Straßenname und Hausnummer oder Flurstücknummer des Kulturdenkmals. Die Grundsortierung der Liste erfolgt nach dieser Adresse. Der Link (Karte) führt zu verschiedenen Kartendiensten mit der Position des Kulturdenkmals. Fehlt dieser Link, wurden die Koordinaten noch nicht eingetragen. Sind diese bekannt, können sie über ein Tool mit einer Kartenansicht einfach nachgetragen werden. In dieser Kartenansicht sind Kulturdenkmale ohne Koordinaten mit einem roten bzw. orangen Marker dargestellt und können durch Verschieben auf die richtige Position in der Karte mit Koordinaten versehen werden. Kulturdenkmale ohne Bild sind an einem blauen bzw. roten Marker erkennbar.
- Datierung: Baubeginn, Fertigstellung, Datum der Erstnennung oder grobe zeitliche Einordnung entsprechend des Eintrags in der sächsischen Denkmaldatenbank
- Beschreibung: Kurzcharakteristik des Kulturdenkmals entsprechend des Eintrags in der sächsischen Denkmaldatenbank, ggf. ergänzt durch die dort nur selten veröffentlichten Erfassungstexte oder zusätzliche Informationen
- ID: Vom Landesamt für Denkmalpflege Sachsen vergebene, das Kulturdenkmal eindeutig identifizierende Objekt-Nummer. Der Link führt zum PDF-Denkmaldokument des Landesamtes für Denkmalpflege Sachsen. Bei ehemaligen Kulturdenkmalen können die Objektnummern unbekannt sein und deshalb fehlen bzw. die Links von aus der Datenbank entfernten Objektnummern ins Leere führen. Ein ggf. vorhandenes Icon  führt zu den Angaben des Kulturdenkmals bei Wikidata.

## Ausführliche Denkmaltexte
1. ↑  Grabdenkmäler auf dem Friedhof:
  - Gruft 28: Franz Schmalfuß 1833–1895; historistische Tempelfront auf Sockel, zwei kannelierte Säulenrahmen Schrifttafel und tragen Gebälk mit Zahnschnitt, gesprengter Dreiecksgiebel
  - Gruft 36: Anna Viehweg, Grabwand mit Schrifttafel, darauf Medaillon mit Porträt, gerahmt von Säulen mit „minoisch“-jugendstiliger Form; um 1900
  - Gruft 44a: Geschäftsinhaber Willi Keilau; Grabwand mit Jugendstilelementen, zwei Schrifttafeln und großem zentralen Kreuz, davor sitzende antikische Figur im Halbprofil, Kranz haltend
  - Gruft 49: Lindner; Grabanlage gerahmt von polierten schwarzen Pfeilern, aus dem gleichen Material beschriftete Rückwand mit zentraler Stele, Einfluss des Wiener Jugendstils; 1915?
  - Gruft 50: Familie Simon, Anton Simon gestorben 1911; Rückwand mit asymmetrisch verteilten Tafel in zeitgenössischer Typografie (z. B. P. Behrens), stehendes Oval für Medaillon, vorkragende Bedeckung über Zahnschnittfries
  - Gruft 54: Familiengrab Seltmann (Lenchen S. gestorben 1906, Otto S. gestorben 1913) in zeitgenössischer, noch vom Jugendstil beeinflusster Formensprache; aufwändige Anlage mit dreistufiger Freitreppe zur Grabwand, diese mit Mittelrisalit als stilisierte Tempelfront, lateinisches Kreuz beinhaltend, kräftiges Gebälk mit Relief und doppeltem Zahnschnitt, die Seitenwände konkav mit Schrift; mehrere Urnen dekorativ gesetzt
  - Gruft 57: Familie Berndt, Anton Berndt gestorben 1901; Grabwand als Tempelfront mit Bossen, mit verkröpftem Sprenggiebel (darin Schrift: „Familie Berndt“) und von Rundbogen mit Schlussstein gerahmtem Feld aus poliertem schwarzen Marmor, darin Goldschrift; Seitenwände bossiert als Rustikalmauerwerk
  - Gruft 72: Stickereibesitzer Felix Bühring (gestorben 1906); Grabstätte mit Einfriedung, Grabwand von Stele geteiltes Halbkreisfeld mit Inschriften, hinterfangen von Rustikalmauerwerk
  - Gruft 74: Grabstätte, heute Dr. Margarethe Raunert, entstanden um 1900; stehende Figur in von Aureolfächer geschlossener Nische, diese in Grabrückwand mit vier Pilastern, die kräftig profiliertes Gebälk tragen, das sich im bekrönenden Dreiecksgiebel wiederholt
  - Gruft 76: Oswald Schmalfuß (um 1895?); historistische Grabrückwand mit vier korinthischen, kranzreliefiertes Gebälk tragenden Säulen, Gebälk von zentralem Rundbogen mit Fächer gesprengt, Schrifttafel verloren
  - Gruft 80: Gardinenfabrikant Georg Thorey (Firma später „Falgard“), wohl nach 1900; Grabstätte mit schmiedeeiserner Einfriedung, Obelisk und Vase, Rückwand mit Polygonalmauerwerk, dreieckgegiebelter Mittelrisalit mit ionischen Elementen, darauf Kreuz
  - Gruft 112 (heute ohne Namen): Grabrückwand als historistischer Tabernakel, darauf Kreuz
  - Gruft 115: Fabrikant R. G. Eckstein (siehe auch Villa Eckstein), Grabstätte mit Einfriedung, mit sehr großer, vom Jugendstil beeinflusster Grabrückwand, darauf Namenszug; um 1905
  - Gruft 128: Hulda Rix, um 1903; Grabrückwand mit Rustikalmauerwerk, gegliedert durch vier Pilaster mit Kanneluren oder Ornamentierungen, zentrales stilisiertes Kreuz wird von Fächer überfangen, Gebälk mit rundbogigem Aufsatz, darauf Kreuz
  - Gruft 136: Graslaub/Österreich, um 1908; Grabrückwand aus poliertem schwarzen Naturstein, flacher Dreiecksgiebel
  - Gruft 150a: Grabstelle Schneider/Heermann, Arzt in Auerbach; Thorvaldsens Christusfigur auf Sockel
  - Gruft 153: Mühlmann/Neidhardt, Fabrikant in Ellefeld; zwei dorisierende kannelierte Säulen mit Entasis tragen dreieckbekröntes Gebälk; die Konstruktion überfängt Kreuz mit Girlande